# Samuel (football, 1966)
Pour les articles homonymes, voir Samuel (homonymie).
Samuel António da Silva Tavares Quina dit Samuel, né le 3 août 1966 à Bissau, était un footballeur portugais. Il évoluait au poste de défenseur.
Son fils, Domingos Quina, est également footballeur.

## Biographie

### En club
Samuel Quina joue principalement en faveur du Benfica Lisbonne, du Boavista FC, et du Vitória Guimarães.
Il dispute un total de 184 matchs en première division portugaise, inscrivant un but. Il participe également aux compétitions européennes, à savoir la Ligue des champions, la Coupe des coupes, et la Coupe de l'UEFA. Il atteint avec Benfica la finale de la Ligue des champions en 1990, en étant battu par le Milan AC. Samuel est titulaire lors de cette finale disputée au stade Ernst-Happel de Vienne. En revanche, il ne dispute pas la finale de 1988 jouée par le Benfica.
Il remporte au cours de sa carrière, trois titres de champion du Portugal, et cinq Coupes du Portugal.

### En équipe nationale
Il reçoit deux sélections avec les moins de 16 ans, huit avec les moins de 18 ans, et douze avec les espoirs.
Il joue à cinq reprises en équipe du Portugal entre 1991 et 1992.
Il reçoit sa première sélection en équipe du Portugal le 4 septembre 1991, contre l'Autriche (match nul 1-1 à Porto). Il reçoit sa dernière sélection le 7 juin 1992, contre l'Irlande (défaite 0-2 à Foxborough).

## Carrière
- 1984-1991 :  Benfica Lisbonne
- 1991-1992 :  Boavista FC
- 1992-1993 :  Benfica Lisbonne
- 1993-1995 :  Vitoria Guimarães
- 1995-1996 :  FC Tirsense
- 1996-1997 :  Odivelas FC
- 1997-1999 :  Fanhões

## Palmarès
- Finaliste de la Coupe d'Europe des clubs champions en 1990 avec le Benfica Lisbonne
- Champion du Portugal en 1987, 1989 et 1991 avec le Benfica Lisbonne
- Vainqueur de la Coupe du Portugal en 1985, 1986, 1987 et 1993 avec le Benfica Lisbonne ; en 1992 avec Boavista
- Vainqueur de la Supercoupe du Portugal en 1985 et 1989 avec le Benfica Lisbonne